# Psamateia
Psamateia é um gênero extinto de mariposas pertencente à família Eolepidopterigidae, continha a espécie Psamateia calipsa, que habitou a Formação Crato no Brasil.